# Munia
A Munia vagy magyarul nádipintyek illetve apácapintyek a madarak osztályának verébalakúak (Passeriformes) rendjébe és a díszpintyfélék (Estrildidae) családjába tartozó nem.
A nem rendszertani besorolása közel sem egységes valamennyi rendszerben. A régi, klasszikus rendszerek a közeli rokon Lonchura nembe sorolták az összes ide tartozó fajt, közeli rokonukkal, a jelenleg önálló nemet alkotó fehérmellű nádipintyel (Heteromunia pectoralis) együtt.
Ezen fajok különálló nemekbe sorolását nem mindegyik taxonómus fogadja el, így több rendszerben valamennyi fajt továbbra is a Lonchura nembe sorolják.

## Rendszerezés
A nembe az alábbi 21 faj tartozik
- háromszínű apácapinty vagy feketehasú apácapinty  (Munia malacca) – ( Linné, 1766)
- feketefejű apácapinty (Munia atricapilla) – (Vieillot, 1807)
- jávai apácapinty (Munia ferruginosa) – (Sparrman, 1789)
- ötszínű apácapinty (Munia quinticolor) – (Vieillot, 1807)
- fehérfejű apácapinty (Munia maja) – (Linné, 1766)
- sárgahasú apácapinty vagy fakó apácapinty (Munia pallida) – (Wallace, 1863)
- vastagcsőrű apácapinty (Munia grandis) – (Sharpe, 1882)
- fehérarcú apácapinty (Munia vana) – (Hartert, 1930)
- szürkefejű apácapinty (Munia caniceps) – (Salvadori, 1876)
- fehérkoronás apácapinty (Munia nevermanni) – (Stresemann, 1934)
- fehérhasú apácapinty (Munia spectabilis) – ( Sclater, 1879)
- Hunsein apácapintye (Munia hunsteini)- (Finsch, 1886)
- Forbes apácapintye (Munia forbesi) – (Sclater, 1879)
- fekete apácapinty (Munia nigerrima) – (Rothschild & Hartert, 1899)
- fehérfejű nádipinty vagy sárga nádipinty  (Munia flaviprymna) – (Gould, 1845)
- barnamellű nádipinty (Munia castaneothorax) – (Gould, 1837)
- Hades-apácapinty (Munia stygia) – (Stresemann, 1934)
- feketemellű nádipinty (Munia teerinki) – (Rand, 1940)
- havasi nádipinty (Munia montana) – (Junge, 1939)
- hegyi nádipinty (Munia monticola) – (De Vis, 1897)
- Új-Britanniai nádipinty (Munia melaena) – (Sclater, 1880)

## Képek

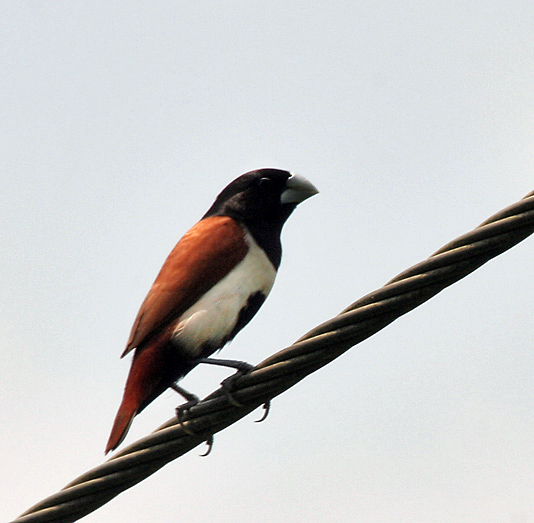
Háromszínű apácapinty (Munia malacca)
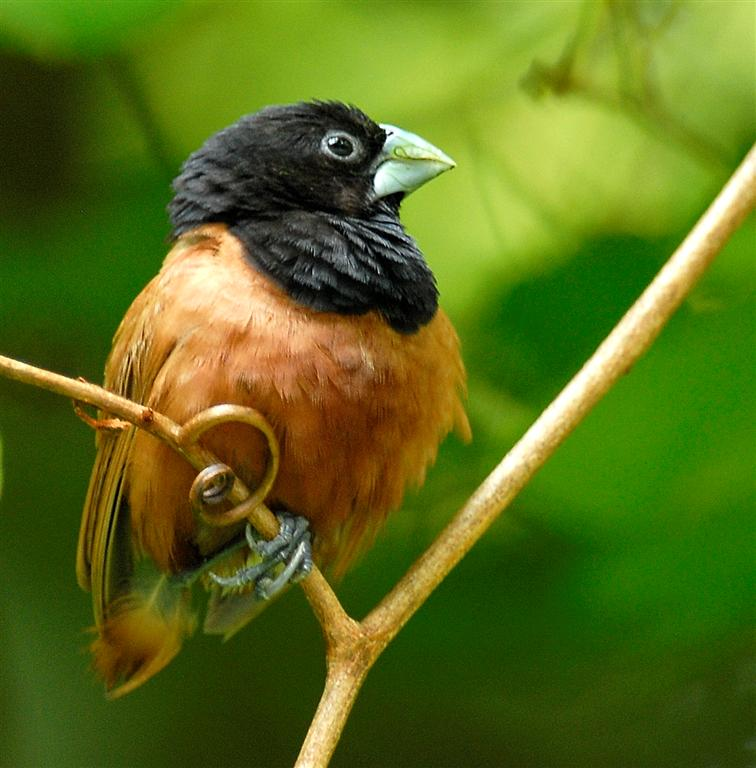
Feketefejű apácapinty (Munia atricapilla)
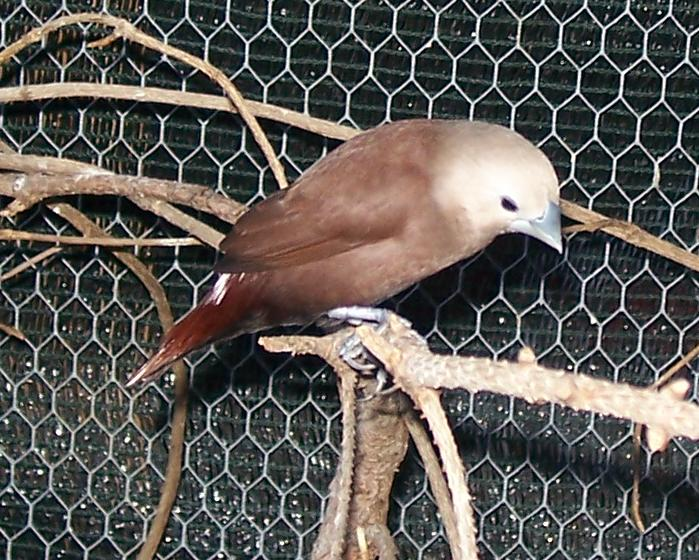
Fehérfejű apácapinty (Munia maja)